# Алекс Калиe
Алекс Калиe (роден на 6 декември 1972 г. в Синт Никлас, Белгия) е белгийски музикант и автор на песни, който е член на белгийската рок група „Хувърфоник“.
Калиер учи по специалности, свързани с изображение, звук и монтаж в RITCS между 1990 и 1993 г. След обучението си той работи като звуков инженер за обществения фламандски телевизионен оператор VRT. През 1995 г. той е съосновател на Hoover (по-късно „Хувърфоник“), където е активен като музикант, както и като композитор и продуцент. През 1999 г. написва музиката за белгийския филм Shades. През 2000 г. получава наградата ZAMU за най-добър белгийски продуцент.
През 2009 г. стартира соловия си проект Hairglow. През 2018 г. той е съавтор на Matter of Time, песента, която Sennek използва за участие в конкурса за песен на „Евровизия“.